# Redmile
Redmile é um vilarejo localizado no distrito de Melton, em Leicestershire, Inglaterra, a dez milhas ao oeste de Grantham, no Vale de Belvoir.
A população total de Redmile era de 800 habitantes, de acordo com o censo demográfico de 2001.